# 1511 Daléra
1511 Daléra è un asteroide della fascia principale del diametro medio di circa 15,47 km.. Scoperto nel 1939, presenta un'orbita caratterizzata da un semiasse maggiore pari a 2,3570079 au e da un'eccentricità di 0,1096061, inclinata di 4,06797° rispetto all'eclittica.
L'asteroide è dedicato a Paul Daléra, un amico dello scopritore.